# Élections sénatoriales de 1992 en Indre-et-Loire
 (signalé en août 2025).
Si vous disposez d'ouvrages ou d'articles de référence ou si vous connaissez des sites web de qualité traitant du thème abordé ici, merci de compléter l'article en donnant les références utiles à sa vérifiabilité et en les liant à la section « Notes et références ».
- Archive Wikiwix
- Bing
- Cairn
- DuckDuckGo
- E. Universalis
- Gallica
- Google
- G. Books
- G. News
- G. Scholar
- Persée
- Qwant
- (zh) Baidu
- (ru) Yandex
- (wd) trouver des œuvres sur Wikidata

Les élections sénatoriales dans l'Indre-et-Loire ont lieu le dimanche 27 septembre 1992. Elles ont pour but d'élire le sénateur représentant le département au Sénat pour un mandat de neuf années.

## Contexte départemental
Lors des élections sénatoriales du 25 septembre 1983 dans l'Indre-et-Loire, un sénateur DL est réélu, Jean Delaneau et un sénateur RPR et un sénateur DL sont élus, Dominique Leclerc et James Bordas.
Depuis, tous les effectifs du collège électoral des grands électeurs ont été renouvelés, avec les élections législatives de 1988 en Indre-et-Loire, les élections régionales françaises de 1992, les élections cantonales de 1988 et 1992 et les élections municipales françaises de 1989.

## Sénateurs sortants
| Sénateur | Sénateur       | Parti  | Fonctions lors de l'élection en 1983                                          |
| -------- | -------------- | ------ | ----------------------------------------------------------------------------- |
|          | Marcel Fortier | RPR    | Sénateur sortant, Maire de Richelieu                                          |
|          | Jean Delaneau  | UDF-PR | Sénateur sortant, vice-président du conseil général, maire de Château-Renault |
|          | André Voisin   | RPR    | Président du conseil général, maire de L'Île-Bouchard                         |

## Présentation des candidats et des suppléants
Les nouveaux représentants sont élus pour une législature de 9 ans au suffrage universel indirect par les 1 279 grands électeurs du département. Dans l'Indre-et-Loire, les sénateurs sont élus au scrutin majoritaire à deux tours.
| Candidats | Candidats          | Parti   | Principale fonction                                                                       |
| --------- | ------------------ | ------- | ----------------------------------------------------------------------------------------- |
|           | Michel Mesmin      | PCF     | Adjoint au maire de Saint-Pierre-des-Corps                                                |
|           | Jean-Paul Moreau   | PCF     | Conseiller municipal de Bourgueil                                                         |
|           | Jannick Porcheron  | PCF     | Conseiller municipal de Loches                                                            |
|           | Yves Dauge         | PS      | Conseiller régional, conseiller général, maire de Loches                                  |
|           | Alain Kergoat      | PS      | Conseiller général, maire des Essards                                                     |
|           | Jean-Luc Galliot   | PS      | Maire de Notre-Dame-d'Oé                                                                  |
|           | James Bordas       | UDF-PR  | Conseiller régional, conseiller général, maire de Chambray-lès-Tours                      |
|           | Jean Delaneau      | UDF-PR  | Sénateur sortant, président du Conseil général d'Indre-et-Loire, maire de Château-Renault |
|           | Raymond Lory       | UDF-CDS | Conseiller général, maire de Joué-lès-Tours                                               |
|           | Pierre de Beaumont | UDF-RAD | Conseiller général                                                                        |
|           | Dominique Leclerc  | RPR     | Conseiller régional, conseiller général, maire de La Ville-aux-Dames                      |
|           | Michel Lezeau      | ex-RPR  | Conseiller général, maire de Ballan-Miré                                                  |
|           | Michèle Beuzelin   | DVD     | Conseillère générale, adjointe au maire de Tours                                          |
|           | Emile Paccard      | FN      |                                                                                           |

## Résultats
| Candidat et parti politique | Candidat et parti politique | Candidat et parti politique | Premier tour | Premier tour | Second tour | Second tour |
| Candidat et parti politique | Candidat et parti politique | Candidat et parti politique | Voix         | %            | Voix        | %           |
| --------------------------- | --------------------------- | --------------------------- | ------------ | ------------ | ----------- | ----------- |
|                             | Jean Delaneau               | UDF-PR                      | 655          | 52,15        |             |             |
|                             | Dominique Leclerc           | RPR                         | 441          | 35,11        | 520         | 43,33       |
|                             | James Bordas                | UDF-PR                      | 409          | 32,56        | 426         | 35,50       |
|                             | Michèle Beuzelin            | DVD                         | 396          | 31,53        | 416         | 34,67       |
|                             | Yves Dauge                  | PS                          | 331          | 26,35        | 332         | 27,67       |
|                             | Michel Lezeau               | ex-RPR                      | 252          | 20,06        | 192         | 16,00       |
|                             | Alain Kergoat               | PS                          | 246          | 19,59        | 240         | 20,00       |
|                             | Jean-Luc Galliot            | PS                          | 233          | 18,55        |             |             |
|                             | Pierre de Beaumont          | UDF-RAD                     | 128          | 10,19        |             |             |
|                             | Raymond Lory                | UDF-CDS                     | 108          | 8,60         |             |             |
|                             | Emile Paccard               | FN                          | 45           | 3,58         | 7           | 0,58        |
|                             | Jean-Paul Moreau            | PCF                         | 40           | 3,18         | 24          | 2,00        |
|                             | Jannick Porcheron           | PCF                         | 38           | 3,03         |             |             |
|                             | Michel Mesmin               | PCF                         | 37           | 2,95         | 33          | 2,75        |
| Inscrits                    | Inscrits                    | Inscrits                    | 1 279        | 100,00       | 1 279       | 100,00      |
| Abstentions                 | Abstentions                 | Abstentions                 | 15           | 1,17         | 12          | 0,94        |
| Votants                     | Votants                     | Votants                     | 1 264        | 98,83        | 1 267       | 99,06       |
| Blancs et nuls              | Blancs et nuls              | Blancs et nuls              | 8            | 0,63         | 67          | 5,29        |
| Exprimés                    | Exprimés                    | Exprimés                    | 1 256        | 99,37        | 1 200       | 94,71       |